# Egidio Palmiri
Egidio Palmiri (Vado Ligure, 28 luglio 1923 – Verona, 20 gennaio 2020) è stato un circense italiano.

## Biografia
Figlio di Angelo Palmiri, capostipite della poi celebre famiglia circense, e di Albina Ferrua, Egidio Palmiri è l’ultimo di sette fratelli: Giovanni (primogenito e diventato famoso per le prodezze aeree e per aver volato appeso ad un trapezio trasportato da un biplano sopra il Duomo di Milano), Eleonora, Evelina, Ines e Savina. Sin da bambino Egidio impara il mestiere dal padre e dai fratelli maggiori, una formazione che avviene in seno alla troupe di famiglia, che si distingue per la creazione di numeri spettacolari, eseguiti ad altezze vertiginose, tra cui l'areolite e la moto della morte, evoluzioni della "scala bilancia". 
Egidio si sposta con la famiglia e si esibisce nei maggiori circhi europei dell'epoca: Amar, Barnum, Bouglione, Krone ecc. Intorno agli anni '40 la famiglia Palmiri dà vita all'Original Palmiri, un'arena all’aperto, la più grande mai realizzata al tempo, al cui centro svettava una pertica oscillante alta 66 metri. 
Morto il fratello Giovanni a causa di un tragico incidente durante un’esibizione, Egidio prende il suo posto a capo della troupe, realizzando uno spettacolo di circo-rivista, in cui per la prima volta la classica pista del circo viene sostituita da un palco. Nel 1952 sposa Leda Bogino e nello stesso anno diventa Presidente dell’Ente Nazionale Circhi. Fonda e dirige la rivista Circo, specializzata nel settore. Nel 1988 fonda l'Accademia d'Arte Circense.

## L’Ente Nazionale Circhi
Nel 1952 Egidio Palmiri diventa presidente dell’Ente Nazionale Circhi (ENC), fondato nel 1948, si tratta dell’unica associazione di categoria in Italia, avente ruolo fondamentale per la tutela e la diffusione della cultura del circo. Palmiri occuperà la carica di Presidente per più di cinquant’anni, fino al 2009, quando gli succederà Antonio Buccioni. Grazie anche all’apporto di Palmiri, l’ENC ottiene l’emanazione della legge 337 del 18 marzo 1968, in cui per la prima volta in un paese occidentale, lo Stato riconosce la funzione sociale del circo.

## L’Accademia d’Arte Circense
Nel 1988 Egidio Palmiri realizza il suo più grande progetto, quello di creare una scuola di circo, è in questo anno, infatti, che nasce l’Accademia d’Arte Circense. Nello Statuto compaiono tra i fondatori dell’Accademia nomi importanti quali: Gabriele Sboarina, Livio Togni, Antonio Giarola, Walter Nones, Nando Orfei. La scuola inaugura la sua sede prima a Verona, in seguito, nel 1990 si sposta a Cesenatico in una delle ex colonie vicine al mare, per poi ritrasferirsi nella città scaligera nel 2004.

## Onorificenze
- Nel 1968 Giulio Andreotti gli conferisce l’onorificenza di Commendatore[8].
- Nel 2012 Silvio Berlusconi gli fa conferire l’onorificenza di Grande Ufficiale della Repubblica italiana